# De los delitos y las penas
De los delitos y las penas (Dei delitti e delle pene [ˈdei deˈlitti e ˈdelle ˈpeːne]) es un ensayo jurídico escrito por el italiano Cesare Beccaria en 1764. Está considerado como uno de los libros más influyentes en la reforma del derecho penal europeo de inspiración ilustrada y penología.

## Autor
Cesare Beccaria fue uno de los más importantes inspiradores del movimiento de reforma del antiguo derecho penal continental, un derecho caracterizado en toda Europa por su extrema crueldad, por su arbitrariedad y su falta de racionalidad. Es también un pilar imprescindible para la comprensión de la vasta reforma ilustrada del siglo XVIII, inspirada en las ideas de autonomía, emancipación y lucha contra el despotismo.

## Contenido

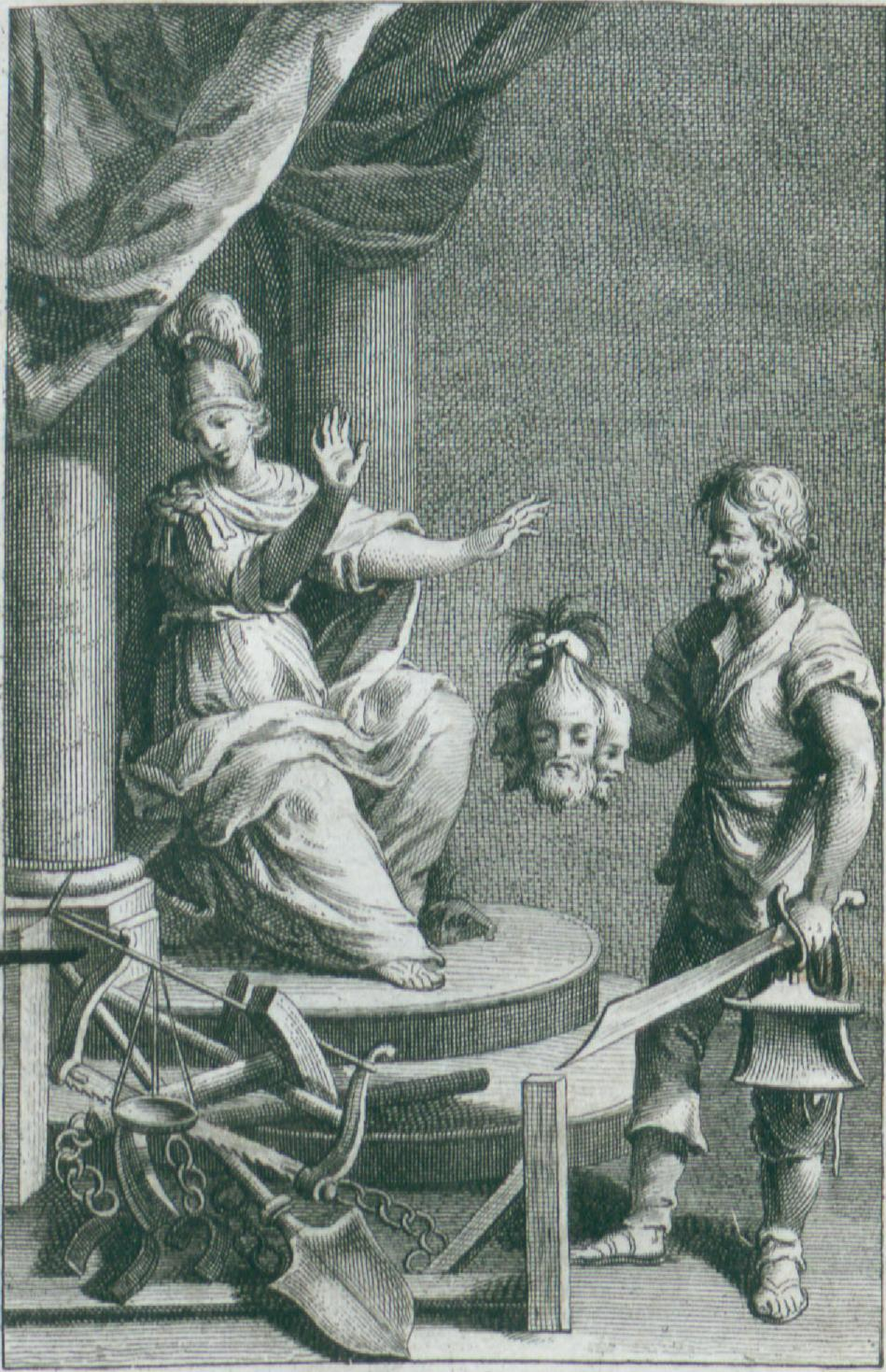
Pintura de la Justicia rechazando, disgustada de recibir la cabeza de las manos de un hombre y su espada. 1766

Beccaria en el prólogo de su obra presenta la realidad de la mayoría de las leyes penales que estaban vigentes en los Estados europeos de aquel siglo. Lo hace con crudeza y gran realismo.[cita requerida] Las define como la mezcla de restos de leyes de un antiguo pueblo conquistador con recopilaciones de un príncipe que doce siglos antes reinaba en Constantinopla —refiriéndose a Justiniano I— y envueltas en farragosos volúmenes de privados y oscuros intérpretes.
"Algunos restos de leyes de un antiguo pueblo conquistador, recopiladas por orden de un príncipe, que doce siglos antes reinaba en Constantinopla, mezcladas después con ritos Lombardos, y envueltas en inconexos volúmenes de privados y oscuros intérpretes, forman aquella tradición de opiniones que en una gran parte de la Europa tiene todavía el nombre de leyes: y es cosa tan común como funesta ver en nuestros días, que una opinión de Carpzovius, un uso antiguo, señalado por Clarus, un tormento sugerido con iracunda complacencia por Frinaccias,sean las leyes obedecidas con seguridad y satisfacción de aquellos, que para regir las vidas y fortunas de los hombres deberían obrar llenos de temor y desconfianza". (Introducción)
La realidad era más cruda que esta crítica y, también, más cruel. Sirva como ejemplo la Ley I perteneciente al Título XXX de la Partida VII, recopilación legal efectuada por Alfonso X el Sabio, que estuvieron vigentes hasta el siglo XIX en España.

## Ideas fundamentales
En De los delitos y las penas en cierta manera 
se exponen ideas que hoy se asocian con frecuencia a los fundamentos del derecho, pero que en el marco social expuesto arriba resultaban ser una propuesta de reformas casi revolucionarias. El libro se publicó, de hecho, en forma muy discreta, aunque su enorme éxito hizo que se difundiera por toda Europa (la primera edición española data de 1774). Algunas de estas ideas son:
- No es en ningún caso la voluntad del juez, sino las leyes, lo que puede dictar las penas.
- En las leyes deben estar fijadas de manera minuciosa y comprensible las normas de convivencia. Cualquier persona debe poder saber de antemano si sus actos son constitutivos de delito o no, y cuáles son exactamente las consecuencias de los mismos.
- Las penas deben ser tan leves y humanas como sea posible mientras sirvan a su propósito, que no es causar daño, sino impedir al delincuente la comisión de nuevos delitos y disuadir a los demás ciudadanos de hacerlo. (El ensayo es un alegato contra las penas de tormento o la pena de muerte, muy comunes por aquel entonces, que Beccaria considera inútiles y perniciosas).
- Lo que más disuade a los ciudadanos de violar la ley no es la exagerada gravedad de la pena, sino la inexorabilidad de la justicia. No se debe aplicar castigos inhumanos, sino aplicar castigos relativamente leves pero con toda seguridad.
- La tortura aplicada al reo para que confiese y/o delate a sus cómplices debe abolirse, porque beneficia al culpable fuerte y perjudica al inocente débil.
- Las penas deben ser proporcionales a la gravedad de los delitos. Si todas las penas son igual de rigurosas, el delincuente cometerá siempre el delito mayor.
- La única medida válida de la gravedad de un delito es el grado de daño que causa a la sociedad.
- Las penas deben ser iguales para todos los ciudadanos, nobles o plebeyos.
- El poder legislativo y el judicial deben estar separados.
- La interpretación de la ley no corresponde al juez, sino al legislador.
- La pena y el delito deben estar tan próximos en el tiempo como sea posible, para que aquella cumpla su fin. Deben fijarse plazos mínimos (aunque suficientes) para la presentación de pruebas, el juicio y la aplicación de la pena.

## EdicionesDe Los delitos y las penas

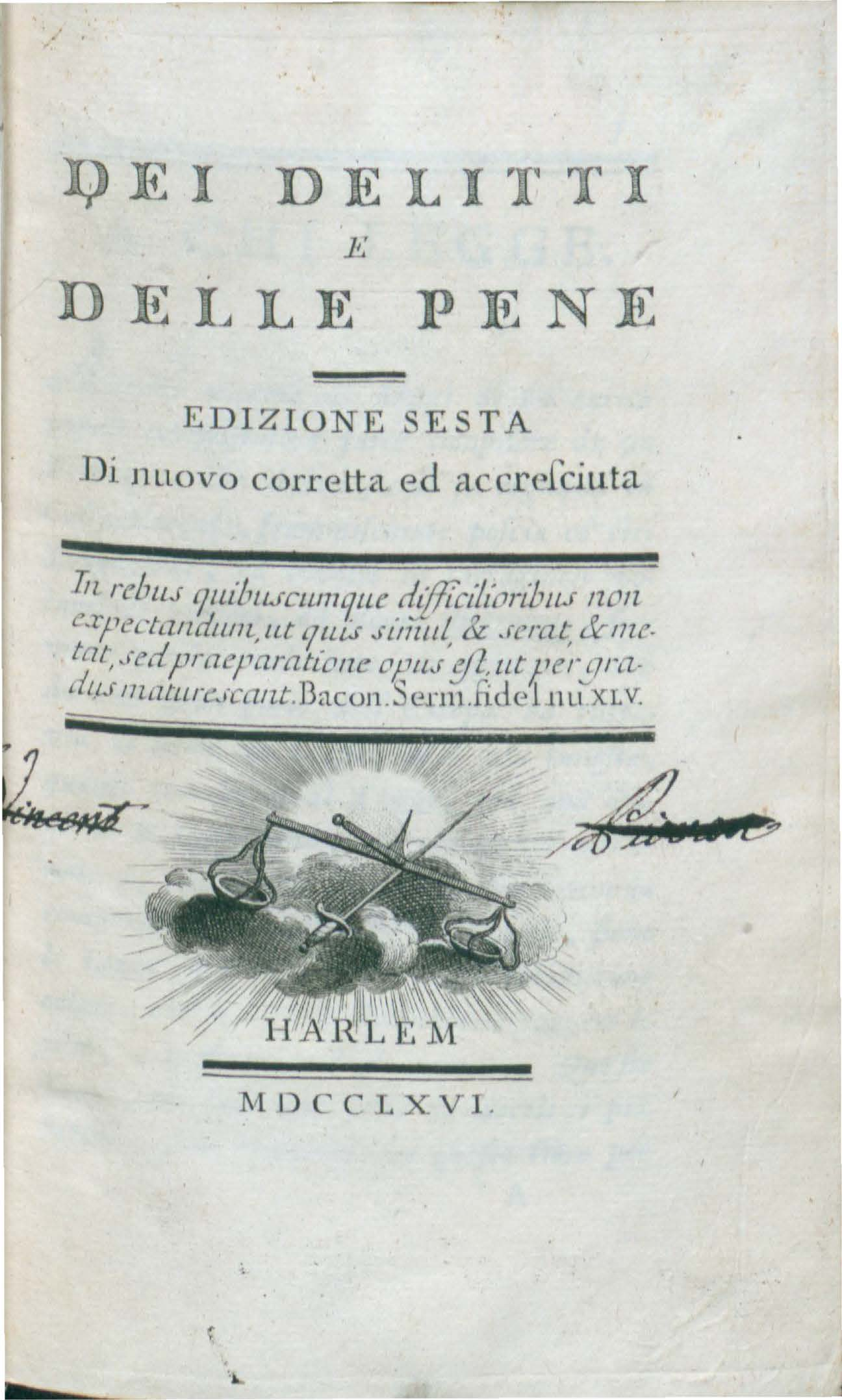
VI edición, 1766

El libro, publicado en italiano en 1764, tiene numerosas ediciones y traducciones al castellano: 
- 1774 - Tratado de los delitos y de las penas, trad. de D. Juan Antonio de las Casas, Madrid, D. Joachin Ibarra.
- 1820 - Tratado de los delitos y de las penas, Madrid, Imprenta de Doña Rosa Sanz.
- 1821 - Tratado de los delitos y de las penas, trad. de Juan Rivera, Imprenta de Firmín Villalpando.
- 1879 - De los delitos y de las penas, según el texto publicado en Florencia en 1862 por César Cantú siguiendo la gran edición en folio de la Imprenta Real de Milan con las adiciones de la primera reimpresión y posteriores y confrontada con los originales manuscritos del autor, trad. de Pascual Vincent, Sevilla, Impr. de José María Ariza.
- 1905 - Del delito y de la pena,  trad. de M. Doppelheim, Barcelona, Sopena.
- 1930 - El Derecho penal (de los delitos y de las penas), est. prel. de Quintiliano Saldaña, Madrid, Hernando.
- 1935 - Delitos y penas, Madrid, Sociedad General Española de Librería.
- 1968 - De los delitos y de las penas. Comentario al libro De los delitos y de las penas de Voltaire, trad. de Juan Antonio de las Casas, ed. de Juan Antonio delVal (1.ª ed. de bolsillo: 1980, 3.ª ed.: 2014; 1.ª ed. en Área de conocimiento: Ciencias Sociales: 1998; otras ed.: Barcelona, Altaya, 1994).
- 1969 - De los delitos y de las penas, ed. de Francisco Tomás y Valiente, Madrid, Aguilar (reimpr.: 1974, 1976, 1979; luego Barcelona, Orbis, 1985; luego Barcelona, Folio: 2000, 2002).
- 1978 - Tratado de los delitos y de las penas [seguido del Tratado de las virtudes y de los premios escrito por Jacinto Dragonetti para servir de continuación al Tratado de los delitos y de las penas con los "Comentarios" de Voltaire, la "Respuesta de Beccaria a las Notas" de Facchinei, las "Observaciones" de Hautefort, las "Consideraciones" de M. Roederer sobre la pena de muerte, incluyendo además las "Notas" de Diderot, Morellet, Warville, Mirabeau, Servan, Berenger, Benjamín Franklin, etc.], ed. de Guillermo Cabanellas, Buenos Aires, Heliasta.
- 1983 - De los delitos y de las penas, trad. de Joaquín Jordá Català, Barcelona, Bruguera.
- 1996 - Tratado de los delitos y de las penas, trad. de Juan Antonio de las Casas, intr. de F. Javier Álvarez García, Granada, Comares (2ª ed.: 2008).
- 2008 - De los delitos y de las penas, trad. de Juan Antonio de las Casas, intr. de José Jiménez Villarejo, Madrid, Tecnos.
- 2011 - De los delitos y de las penas, prefacio de Piero Calamandrei, ed. bilingüe de Perfecto Andrés Ibáñez, Madrid, Trotta.

Ha sido traducido también al catalán (Dels delictes i de les penes, trad. y ed. de Jordi Moners i Sinyol, Barcelona, Edicions 62, 1989), al gallego (Dos delitos e das penas, prol. de Luis González Guitián, trad. de Benedict Buono, Universidad de Santiago de Compostela, 2011) y al euskera (Delituez eta zigorrez, trad. de Juan Martin Elexpuru, Bilbao, Klasikoak, 1999).
Fue incluido por la Iglesia católica en su Índice de Libros Prohibidos en 1766.